# Girolamo Cantelli
Girolamo Cantelli, italijanski politik, * 22. junij 1815, Parma, † 7. december 1884, Parma.
Cantelli je v svoji politični karieri dvakrat bil minister za notranje zadeve Italije: 1868-1869 in 1873-1876.